# Contea di Columbia (Georgia)
La contea di Columbia (in inglese Columbia County) è una contea dello Stato della Georgia, negli Stati Uniti. La popolazione al censimento del 2000 era di 89 288 abitanti. Il capoluogo di contea è Appling.